# Namsen
Der Namsen (südsamisch: Nååmesje) ist ein Fluss in Trøndelag in Norwegen. Er entsteht in der Nähe der schwedischen Grenze im Gebiet der Kommune Røyrvik, wo er den Abfluss des Sees Store Namsvatn bildet. Er fließt durch das Tal Namdalen auf einer Länge von 228 Kilometern im Wesentlichen in südliche und westliche Richtungen, ehe er in Namsos in den Namsenfjord mündet. Seine beiden wichtigsten Nebenflüsse heißen Bjøra und Sanddøla. Der Fluss fließt durch die Kommunen Røyrvik, Namsskogan, Grong, Overhalla und Namsos.

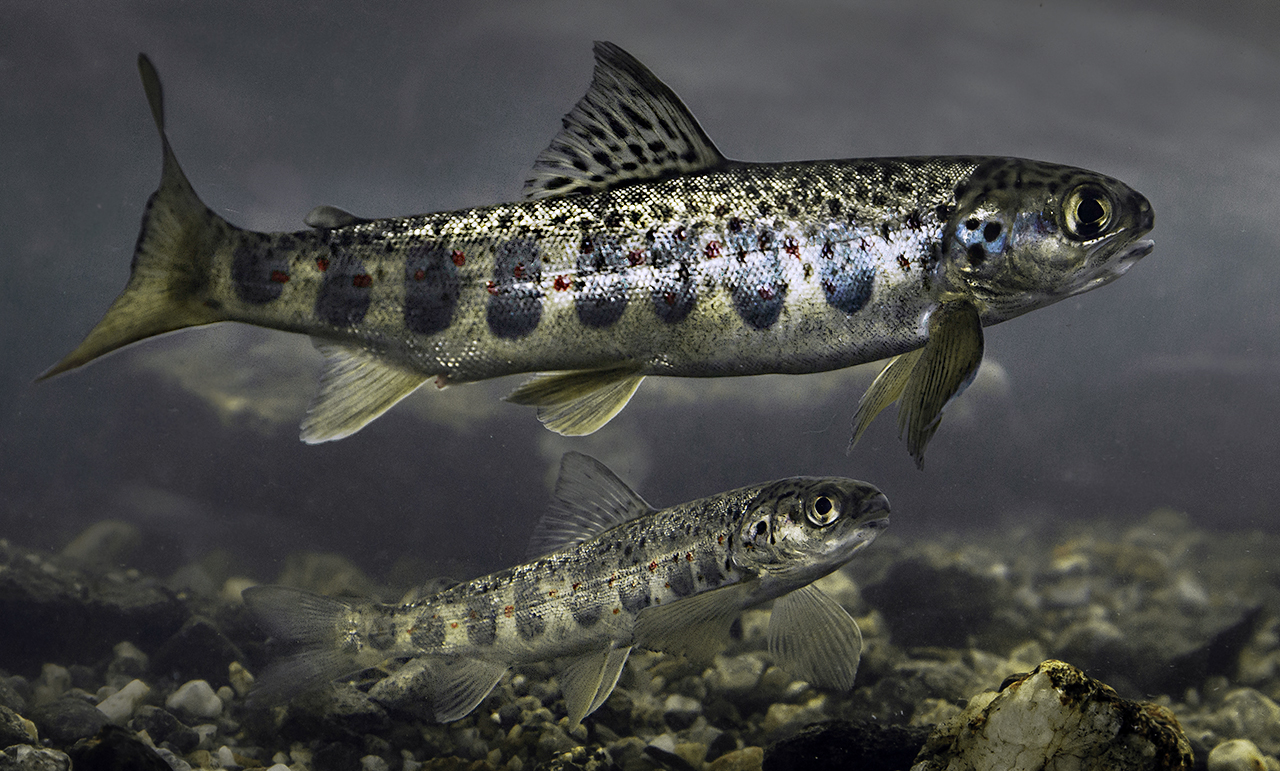
Småblank ist ein Lachsfisch, der nur im Namsen vorkommt.

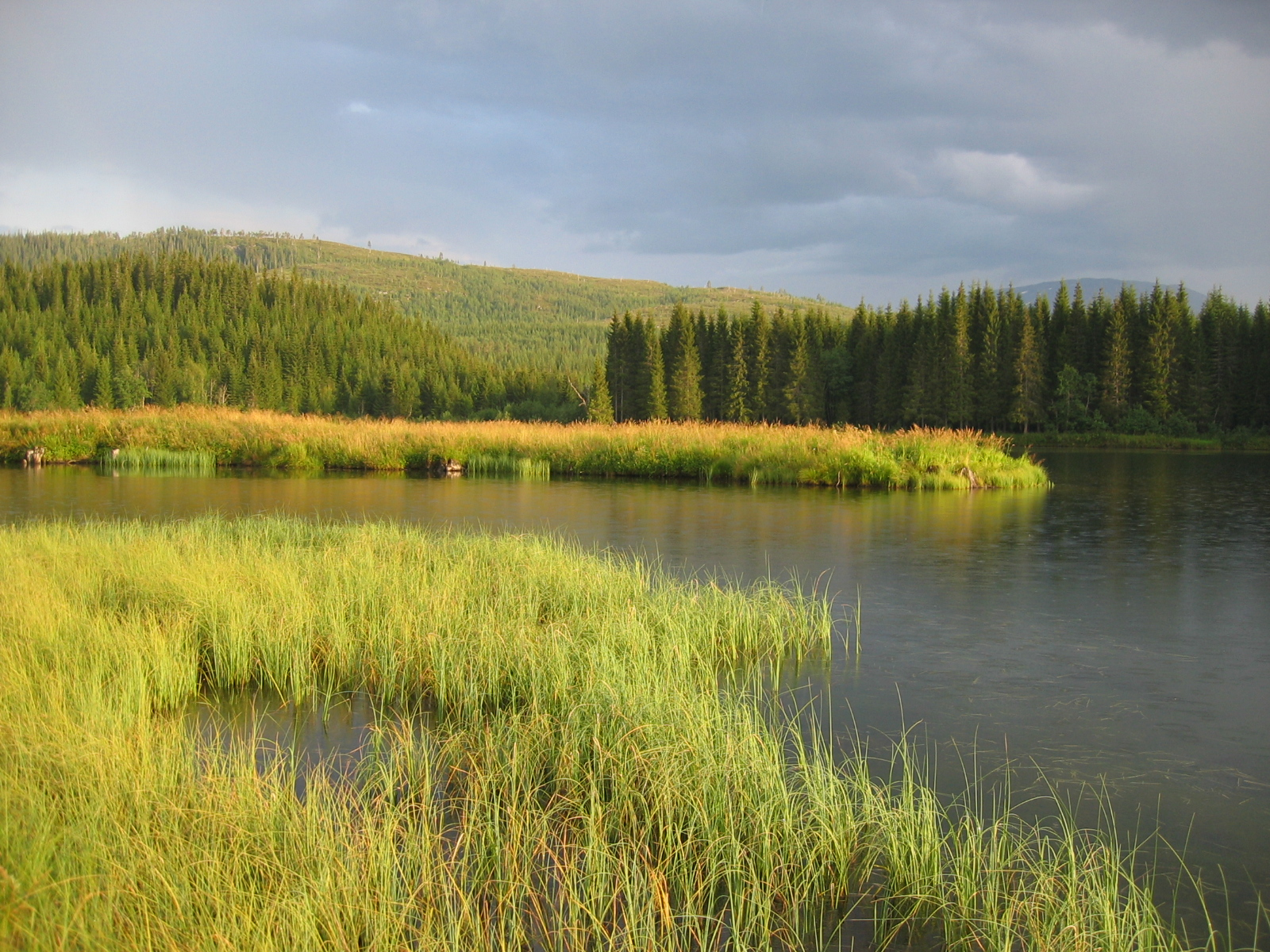
Der Namsen als junger Fluss

Die Wasserführung des Namsen variiert stark, sie fällt oft unter 200 m³/s, erreicht aber auch über 1000 m³/s. Er gehört in Norwegen zu den Flüssen, die am besten zum Angeln geeignet sind. Die wichtigsten Fischarten sind Lachse und Forellen. Er wird von mehreren Dämmen reguliert, die mit Fischtreppen versehen sind. Jährlich kommen zahlreiche Angler besonders aus Dänemark, Schweden und Deutschland. Zahlreiche Singschwäne leben am Namsen, die neuerdings mehrheitlich auch im Winter dort bleiben.

## Regulierte Seen im Einzugsgebiet
| Name         | Stau- volumen in Mio. m³ | Fläche in km² | min. Höhe in moh | max. Höhe in moh | Regulierungs- höhe in m |
| ------------ | ------------------------ | ------------- | ---------------- | ---------------- | ----------------------- |
| Namsvatnet   | 458                      | 39,4          | 440              | 454              | 14                      |
| Vektaren     | 39                       | 9,2           | 440              | 445,5            | 5,5                     |
| Limingen     | 260                      | 93,5          | 309              | 417              | 8,7                     |
| Tunnsjøen    | 440                      | 100,2         | 352              | 357              | 5                       |
| Tunnsjøflyan | 13                       | 7,1           | 345              | 348              | 3                       |

## Wasserkraftwerke im Einzugsgebiet
| Name                       | Fertig- stellung | Leistung in MW | Jahres- leistung in GWh | Fallhöhe in m | Anzahl Turbinen | Stausee      | Betreiber                                         |
| -------------------------- | ---------------- | -------------- | ----------------------- | ------------- | --------------- | ------------ | ------------------------------------------------- |
| Nedre Fiskumfoss kraftverk | 1955             | 39             | 240                     |               |                 |              | Nord-Trøndelag Elektrisitetsverk                  |
| Øvre Fiskumfoss kraftverk  | 1976             | 7,6            | 57                      |               | 3               |              | Nord-Trøndelag Elektrisitetsverk                  |
| Aunfoss kraftverk          | 1979             | 28             | 180                     |               | 2               |              | Nord-Trøndelag Elektrisitetsverk                  |
| Åsmulfoss kraftverk        | 1971             | 12             | 74                      |               |                 |              | Nord-Trøndelag Elektrisitetsverk                  |
| Tunnsjødal kraftverk       | 1962             | 176            | 820                     |               |                 | Tunnsjøflyan | Nord-Trøndelag Elektrisitetsverk                  |
| Røyrvikfoss kraftverk      | 1965             | 16             | 96                      |               |                 | Vektaren     | Nord-Trøndelag Elektrisitetsverk                  |
| Tunnsjø kraftverk          | 1963             | 82             | 138                     |               |                 | Limingen     | Nord-Trøndelag Elektrisitetsverk                  |
| Tunnsjøfoss kraftverk      |                  |                | 27                      |               |                 | Tunnsjøen    | Nord-Trøndelag Elektrisitetsverk                  |
| Linvasselv kraftverk       | 1962             | 68             | 200                     | 108           |                 | Limingen     | Nord-Trøndelag Elektrisitetsverk, E.ON Sverige AB |

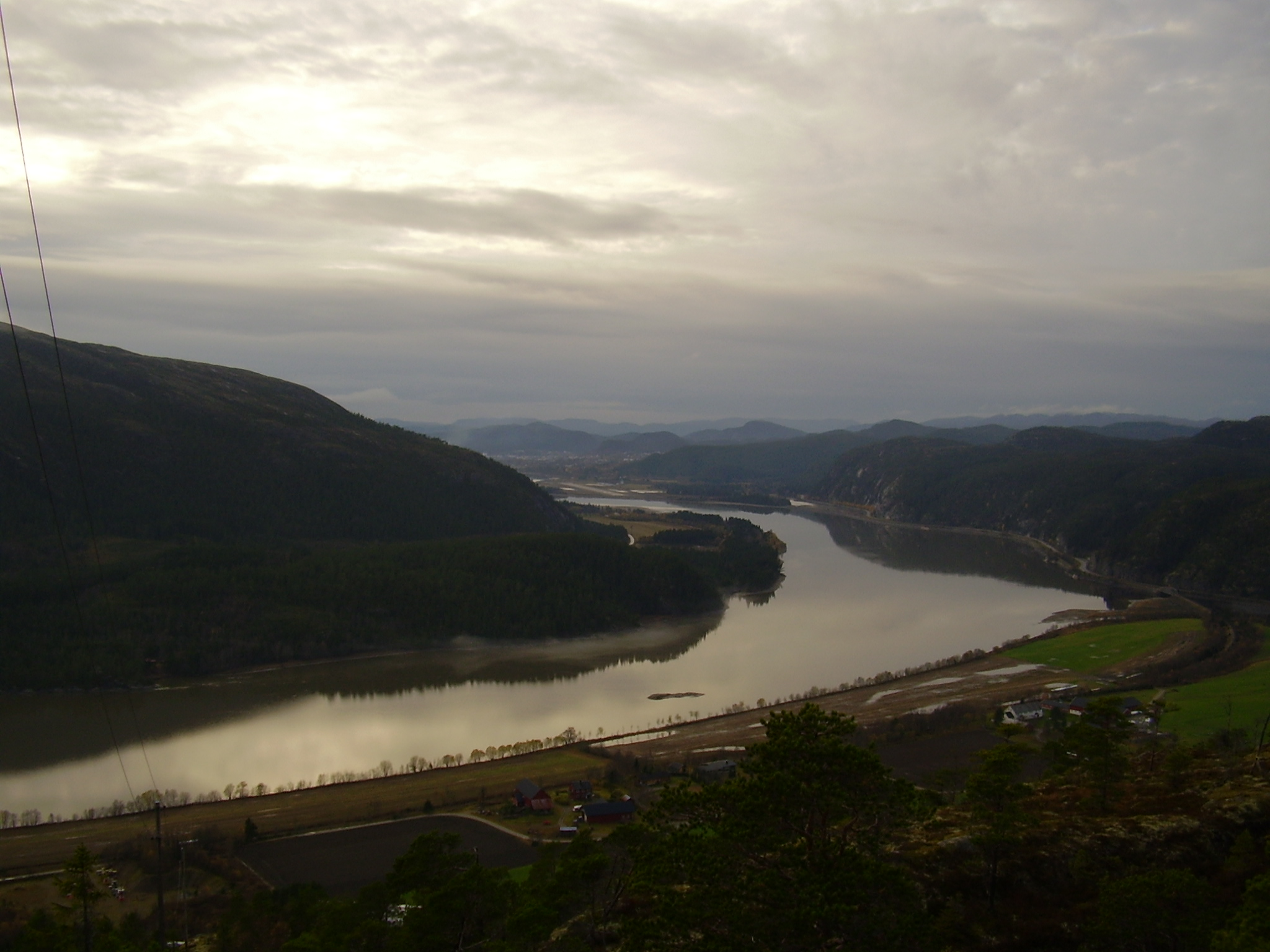
Der Namsen, vom Kvatningenfjell aus gesehen, im Hintergrund Namsos
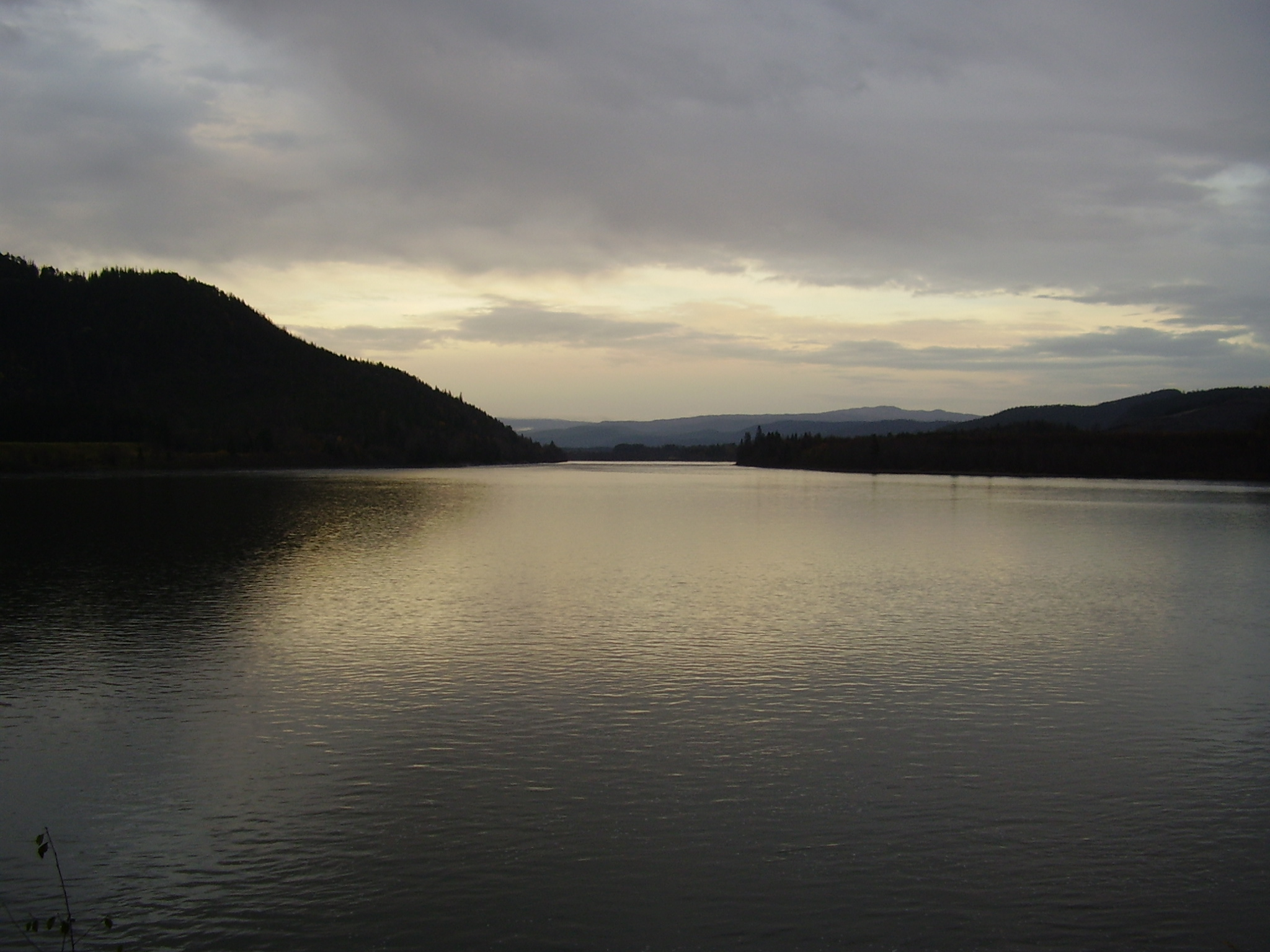
Namsen zwischen Skage und Kvatningen
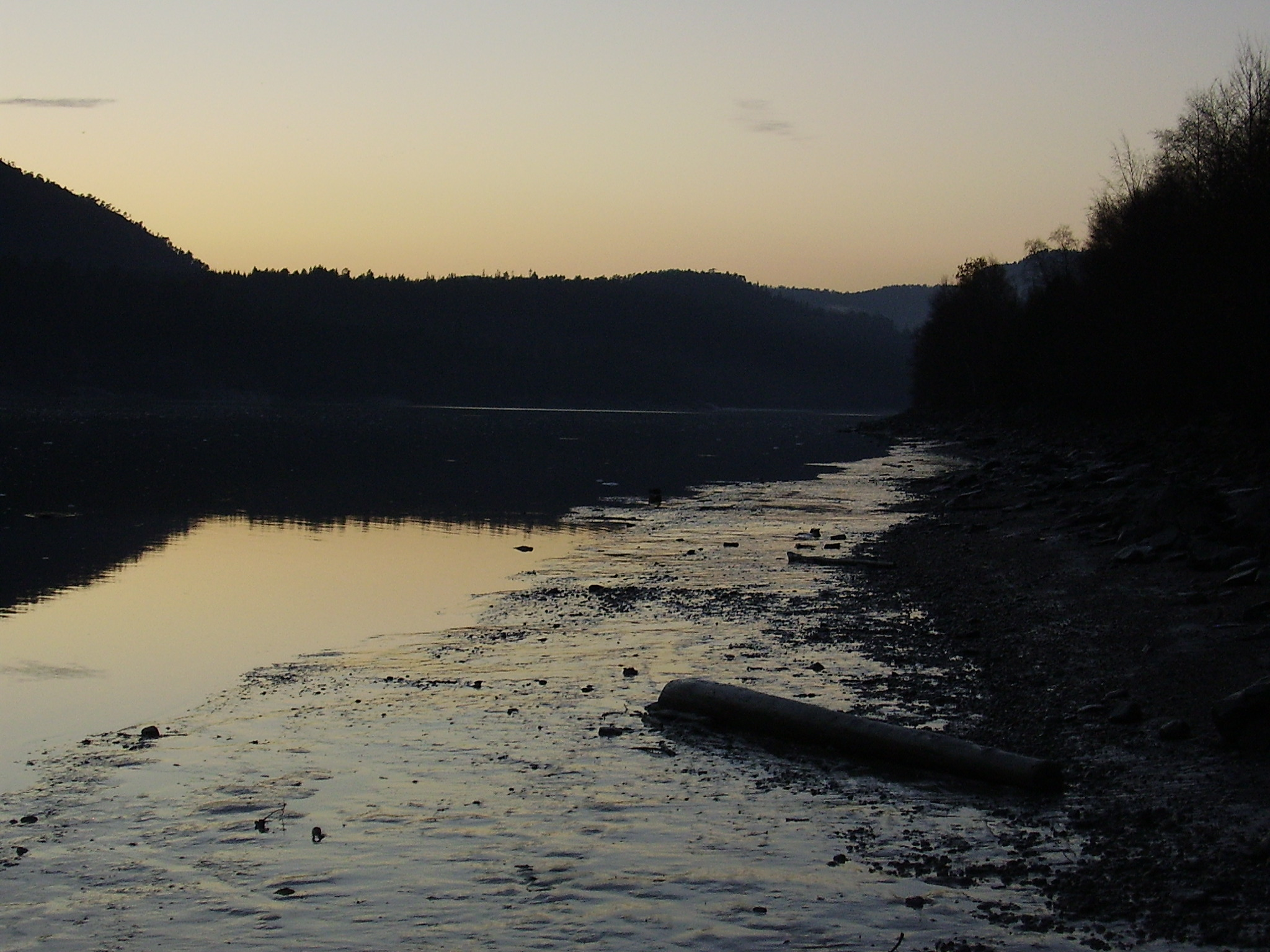
Abendstimmung am Namsen bei Ebbe
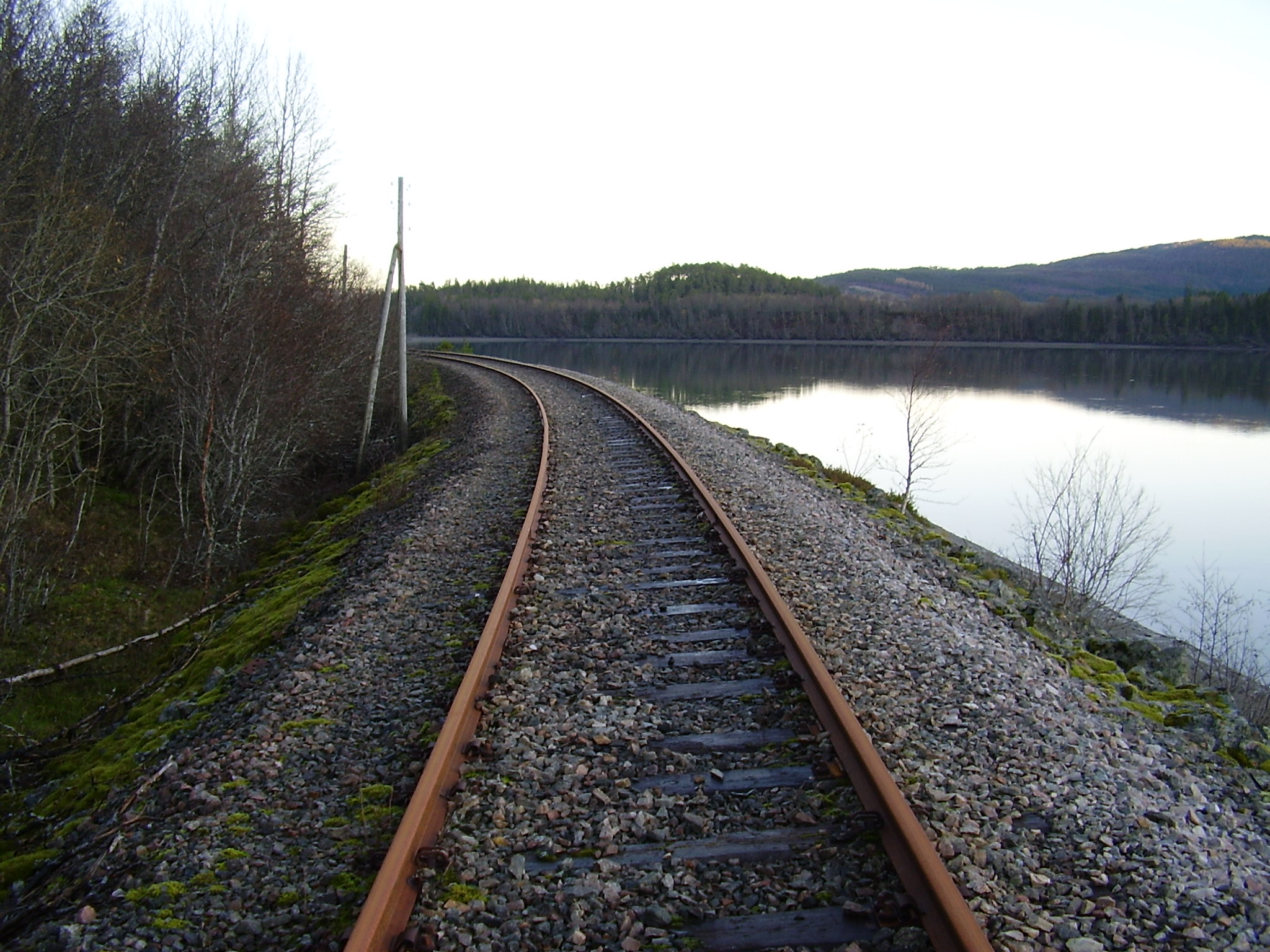
Die stillgelegte Bahnstrecke Grong–Namsos